# Vlag van Norte de Santander

Vlag van Norte de Santander

De vlag van Norte de Santander bestaat uit twee gelijke horizontale banden in de kleuren rood (boven) en zwart met vier gele sterren. De vlag werd aangenomen op 27 november 1978.
De vlag heeft dezelfde hoogte-breedteverhouding als de vlag van Colombia, namelijk 2:3. De sterren staan voor de voormalige provincies Chinacota, Cúcuta, Pamplona en Ocaña. Het rood symboliseert de heldendom en het bloed van de patriotten die voor de Colombiaanse onafhankelijkheid vochten en het zwart staat voor de olierijkdom van Norte de Santander.
De hoofdstad van Norte de Santander, Cúcuta, heeft eenzelfde rood-zwarte vlag maar dan zonder sterren.